# Das Erlebnis einer Nacht
Das Erlebnis einer Nacht ist ein deutscher Stummfilm aus dem Jahr 1929 von Guido Brignone mit Marcella Albani und Igo Sym in den Hauptrollen.

## Handlung
Die Handlung spielt überwiegend während einer einzigen Nacht. Der junge und gutaussehende André Lebrun lernt eines Abends eine junge Frau kennen, die von einem unstillbaren Lebenshunger ergriffen zu sein scheint. Bei Sekt und Tanz will sie ganz offensichtlich all ihre Sorgen vergessen. Sie heißt Ileana Stardza und ist eine waschechte Baronin. Da André die Frau fasziniert, möchte er sie unbedingt näher kennenlernen und ihr “Geheimnis” ergründen. Tatsächlich liegt eine düstere Vergangenheit über der jungen Adeligen: Sie wird beschuldigt, ihren Gatten, Baron Stardza, ermordet zu haben und wurde für diese Tat rechtskräftig zum Tode verurteilt. Also dürfte sie eigentlich nicht auf freiem Fuß sein. Nur dem Umstand, dass Gefängnisdirektor Martin ihr Onkel ist, hat Ileana diesen Freigang zu verdanken.
Doch es ist nur diese eine Nacht, in der Ileana noch einmal aus dem Vollen schöpfen darf, dann muss sie zurück hinter die Zellengitter, wo der Galgen wartet. André kann nicht glauben, dass diese Frau eines derart schweren Kapitalverbrechens imstande ist und unternimmt nun alles Mögliche, um Ileanas Unschuld zu beweisen. Und tatsächlich: Es gelingt ihm! Er überführt die Trapezkünstlerin Edmé als Täterin, die vor Schreck im Angesicht der sich auf freiem Fuß befindlichen Ileana zu Tode stürzt. Nachdem Edmés Mutter die Tat ihrer Tochter gestanden hat, darf Ileana die Gefängnismauern hinter sich lassen. Nun ist der Weg frei für das gemeinsame Glück der beiden jungen Leute.

## Produktionsnotizen
Gedreht Oktober/November 1929, passierte Das Erlebnis einer Nacht am 24. Dezember 1929 die Filmzensur und wurde am 26. Februar 1930 in Berlins Primus-Palast uraufgeführt. Der Sechsakter besaß eine Länge von 2005 Metern und wurde mit Jugendverbot belegt.
Die Produktionsleitung hatte Guido Parisch. Hermann Warm gestaltete die Filmbauten. Fritz Klotzsch übernahm die Aufnahmeleitung.

## Kritiken
Georg Herzberg schrieb im Film-Kurier: “Der Regisseur Guido Brignone verarbeitet geschmackvoll und sicher das Manuskript, seine Szenenführung   ist aber zuweilen etwas seelenlos, man hat wiederholt das Gefühl, daß die eine oder andere Szene stärker und verinnerlichter hätte herauskommen können. (…) Dem Auge wird viel geboten. Der Berliner Wintergarten ist geschickt als Dekoration verwendet, der Todessturz wird auch das Kinoparkett aufregen.”
In Tempo hieß es knapp: “Das Publikum blieb gespannt durch die Regie Brignones, der seine Fähigkeiten einer künstlerischen Aufgabe zuwenden sollte.”
Armin Kesser urteilte im Berliner Börsen-Courier: “Dieser kecke Scherz von Magazingeschichte wird durch die schmissige Regie und saubere Darstellung erträglich gemacht. Marcella Albani beherrscht virtuos die mimische Skala von der Todesangst zum Genußhunger, von der Koketterie zur echten Liebe.”